# Giuseppe Cesare Abba
Giuseppe Cesare Abba (Cairo Montenotte, 6 ottobre 1838 – Brescia, 6 novembre 1910) è stato uno scrittore e militare italiano.

## Biografia
«Nacque in Cairo Montenotte il 6 ottobre 1838, e visse, come tutti i ragazzi di quei tempi, fino agli otto o nove anni, con poco tormento di scuola (presso le scuole comunali "del Ghetto"). A dodici anni, preparato, come si soleva allora, alla testa, perché il corpo era già abbastanza saldo, entrò nel collegio dagli Scolopi di Carcare, dove gli entusiasmi del 1848 erano ancora vivissimi, specie nel padre Atanasio Canata, grande svegliatore di ingegni e di cuori, come erano stati tra gli Scolopi di Savona i padri Pizzorno e Faà di Bruno. Svegliavano all'amore delle lettere, dell'arte e della patria, cui molti degli alunni offrirono il braccio nel 1859». Così lo stesso Abba, in una brevissima autobiografia, racconta in terza persona di quei suoi primi anni. I genitori erano Giuseppe Abba e Gigliosa Perla.
Nel 1854 fu "principe" dell'Accademia del collegio. Amava i classici e si applicò con particolare passione alla filosofia. Si entusiasmò per Foscolo, Giovanni Prati e Aleardo Aleardi. Si iscrisse all'Accademia di belle arti di Genova che lasciò nel 1859 per arruolarsi volontario nel reparto dei cavalleggeri Aosta Cavalleria di stanza a Pinerolo, ma non terminò l'istruzione militare in tempo per partecipare ai fatti della seconda guerra di indipendenza. Congedatosi nel 1859 e raggiunta Parma nel 1860, si unì ai volontari di Giuseppe Garibaldi per la spedizione nel Regno delle Due Sicilie. Soldato semplice iscritto nella VI compagnia comandata da Giacinto Carini, poi furiere maggiore e infine sottotenente, il 5 maggio, dallo scoglio di Quarto si imbarcò con i Mille per la Sicilia, dove ebbe il battesimo del fuoco combattendo nella battaglia di Calatafimi, si meritò i gradi di ufficiale nella presa di Palermo e partecipò anche alla battaglia del Volturno, dove riportò una menzione onorevole.
Nell'aprile del 1861 ritornò a Cairo Montenotte dove, con altri uomini d'avanguardia, fondò la Società Operaia di Mutuo Soccorso, una delle prime della Val Bormida, che contribuì a emancipare socialmente il paese. Nel 1862 si trasferì a Pisa, dove lo colse la preparazione di Aspromonte. Partito da Pisa insieme con altri compagni, si recò a Torino e di qui a Genova, ma, trattenuto dalle autorità, non poté raggiungere Garibaldi. Preferì tornare allora agli studi, e a Pisa si dedicò intensamente a vaste letture storiche e letterarie. «Finita la guerra del 1860, G. C. Abba se ne andò a stare in Pisa per vaghezza di studi e per vivere coi giovani amici già compagni d'armi e tornati studenti in quell'Università, gioconda e pensosa; dove anch'egli ascoltò le lezioni dei grandi maestri, memori d'essere stati a Curtatone e a Montanara, lieti di insegnare ai giovani che avevano già provata la guerra e che studiando pensavano a quella o a quelle ancora da farsi. Erano anni di gran vita».
Nel raccoglimento pisano, ricco di amici e fervido di preparativi, rievocati poi nelle affettuose pagine de La primavera di Pisa nel 1866, scrisse, o almeno portò a termine, il poemetto romantico Arrigo. Da Quarto al Volturno, in cinque canti, che pubblicò nella primavera del 1866, «più per contentar gli amici che per lusinga di far leggere cose sue. Gli dicevano che dalla guerra imminente non era certo di tornare, e che non sarebbe stato inutile lasciare di sé quel lavoro.» Nel 1866, infatti, lasciò Pisa per raggiungere a Bari i garibaldini che progettavano un attacco all'impero degli Asburgo attraverso la Dalmazia. Abbandonata quell'impresa, fu con Garibaldi in Trentino, incorporato come luogotenente (sottotenente) del 7º reggimento del Corpo Volontari Italiani, combattendo con onore anche a Bezzecca dove meritò la medaglia d'argento al valor militare «per aver con pochi animosi seguita la bandiera salvando inoltre due pezzi di artiglieria». Fu proposto per la croce al merito di Savoia per la sua encomiabile condotta, ma Abba la rifiutò in quanto superiore ai propri meriti.
Terminata la guerra, nel 1867 si ritirò a Cairo Montenotte dove, eletto sindaco, promosse e realizzò numerose opere di interesse generale, affrontando i problemi più immediati nel campo dell'istruzione, dell'igiene e dell'urbanistica. Sempre a Cairo, nel 1875 terminò di scrivere il romanzo storico Le rive della Bormida nel 1794 e nel 1880 pubblicò Noterelle d'uno dei Mille edite dopo vent'anni, poi rielaborate con il titolo Da Quarto al Volturno, forse il miglior libro dell'epoca sul Risorgimento italiano. Fu in questo periodo che entrò in rapporto con Giosuè Carducci, che promosse i suoi scritti e lo spinse a pubblicare le Noterelle. Per l'interessamento del Carducci, nel 1881 ricevette l'incarico di professore di italiano nel Regio Liceo Ginnasio Torricelli di Faenza, dove rimase per tre anni fino al 1884.
Nel 1884 vinse la cattedra di professore presso l'Istituto tecnico Nicolò Tartaglia di Brescia, ove insegnò per ben 26 anni diventando preside stimatissimo dell'istituto e consigliere comunale. Nel 1889 fu eletto socio effettivo dell'Ateneo di Brescia. Nel 1903 partecipò alle commemorazioni di Garibaldi in Campidoglio a Roma. Nel 1908 gli fu offerto l'ambito posto di preside presso un istituto di Milano, che accettò in un primo momento per poi declinare con modestia, ritenendosi non degno di tale promozione. Il 5 giugno 1910 Abba fu nominato senatore. Morì a Brescia il 6 novembre 1910 all'età di 72 anni. Uomo onesto, educatore irreprensibile e cittadino virtuoso, i suoi funerali furono un'apoteosi per la cittadina lombarda e commovente fu il trasporto nel cimitero di Cairo, accanto alle spoglie dei suoi familiari. Sicuramente massone già dai tempi della spedizione dei Mille, nel 1869 da Maestro fu tra i fondatori della Loggia Sabazia di Savona, ancora esistente all'inizio del ventunesimo secolo.

## Opere
- 1866 – Arrigo. Da Quarto al Volturno
- 1875 – Le rive della Bormida nel 1794
- 1880 – Noterelle d'uno dei Mille edite dopo vent'anni
  - 1962 - A Diary of One of Garibaldi's Thousand; trad. ingl. di E. R. P. Vincent; London: Oxford University Press
- 1882 – Da Quarto al Faro. Noterelle d'uno dei Mille
- 1887 – Romagna
- 1887 – Cose vedute
- 1891 – Da Quarto al Volturno. Noterelle d'uno dei Mille
- 1901 - Le Alpi nostre e la Lombardia montana
- 1904 – Storia dei Mille narrata ai giovanetti
- 1905 – Vita di Nino Bixio
- 1906 – Vecchi versi
- 1907 – Cose garibaldine
- 1911 – Ricordi e meditazioni
- 1912-3 – Pagine di storia
- 1983-2014 - Edizione nazionale delle opere di Giulio Cesare Abba, Brescia, 10 volumi, 13 tomi

## Archivio
Presso l'Archivio di Stato di Firenze è conservato il carteggio tra Giuseppe Cesare Abba e Mario Pratesi (1842-1921), costituito da 405 lettere originali autografe scritte tra il 1866 e il 1908.